# Phare de Sergipe
Le phare de Sergipe (en portugais : Farol de Sergipe) est un phare situé dans la ville de Aracaju, capitale de l'État de Sergipe au Brésil.
Ce phare est la propriété de la Marine brésilienne et il est géré par le Centro de Sinalização Náutica e Reparos Almirante Moraes Rego (CAMR) au sein de la Direction de l'hydrographie et de la navigation (DHN).

## Histoire
En 1854, il avait été demandé la construction d'un phare pour signaler le port d'Aracaju, sur la rivière Contiguiba (maintenant rivière Sergipe (pt)). Dix ans plus tard, le village est devenu la capitale de l'État.
Le premier phare, une tour octogonale en bois de 35 m de haut, équipé d'un système catoptrique, a été mis en service le 12 octobre 1861. Il émettait des feux de secteur blanc, vert et rouge. En 1881, l'édifice menaçant de s'effondrer, il a été demandé de le remplacer par une tour en maçonnerie. La demande n'a pas été acceptée, et le 27 mars 1884, le phare a été détruit par un incendie.
Un feu provisoire a fonctionné jusqu'en 1886. Un nouveau phare, comme le phare de São Tomé, a été inauguré le 7 septembre 1888. D'une hauteur de 35 m, il était peint en blanc et équipé d'un appareil optique de 3e ordre. Sa portée était de 17 milles (environ 31 km).
En raison de la construction de grands bâtiments à proximité, il a fallu reconstruire un nouveau phare, plus proche du littoral, sur la plage de Coroa do Meio, dans le quartier nord d'Arcaju. C'est une tour en béton, à base carrée, de 40 m, inaugurée le 12 juillet 1991. Le phare émet, à une hauteur focale de 41 m, six éclats blancs (2,4 s) par période de 60 secondes. Ce feu à occultations a une portée maximale est d'environ 72 kilomètres.
Après des années sans entretien, le phare a été complètement restauré en 2009.
Identifiant : ARLHS : BRA090 ; BR1428 - Amirauté : G0230 - NGA : 18010.

## Caractéristique dufeu maritime
- Fréquence sur 60 secondes :
  - Lumière : 2,4 secondes
  - Obscurité : 6 secondes.